# Boissano
Boissano – miejscowość i gmina we Włoszech, w regionie Liguria, w prowincji Savona.
Według danych na rok 2004 gminę zamieszkiwały 2062 osoby, 257,8 os./km².